# ジハード (小説)
『ジハード』は、定金伸治による日本のライトノベル。イラストは当初、山根和俊が担当していたが、第6巻以降は芝美奈子に変更されている。ジャンプ小説・ノンフィクション大賞の第一回入選作。ジャンプ ジェイ ブックス（集英社）より1993年3月から2002年8月まで刊行された。また、山根の作画による漫画化も行われた。

## 登場人物
（声優はCDブックのもの）
ヴァレリー（ヴァレリウス・アンティアス、アル＝アーディル・サイフッディーン）
声 - 宮本充
本作の主人公。物語開始時は23歳（但し、すぐに3年の月日が経過するので本編中は26歳）。西欧人でありながら、十字軍の大義に疑問を抱き、イスラム側に転じた。一見、柔弱、愚鈍な人物として見られることもあるが、エルシードを補佐し、イスラム最高の智将とされる。別名「常敗の智将」。圧倒的な戦略的不利に常に後退・転進を余儀なくされながらも、奇策を縦横無尽に巡らし、よくリチャード獅子心王の攻勢を支えた。物語序盤ではそのグータラな生活態度のせいで「白痴候」と呼ばれていた。アル・アーディルという呼び名はアラビア語で「公正」という意味であり、サラディンの弟として実在するアル・アーディルが仮託されている（史実の彼は西洋人ではない）。普段は、エルシードにたわいもないちょっかいをかけては殴られるなど、人としての無防備さを隠さない上に殴られて喜んでいる節もある。作品後半の彼は苦悩する側面が強調されており、人間としての弱さ・原罪を背負うイエス・キリストのイメージが投影されている。
漫画版ではグータラで怠け者な一面は殆ど見られず、原作者に「理想的な人物」と言わしめる描かれ方をされている。
エルシード
声 - 土井美加
本作のヒロイン。物語開始時は17歳だが、すぐに月日が流れるので本編中は20歳。サラディンの義妹にして、先帝ヌールッディーンの遺児。果断・勁烈かつ少年のような性格・体型で、時折、怒りに我を忘れて、ついでに自分が女性であることさえ忘れる（しかし山根のイラストでは露出度の高い装束の女性として描かれている。定金は芝のイラストを「イメージ通り」と語っている）。サラディン麾下の勇将として、“へなちょこ”とも称されるヴァレリーの尻を叩き、督励するが、ヴァレリーの智謀を尊敬し、頼みにもしている。結末においても描かれないが、史実のアル・アーディルがサラディンの弟であることから、彼女と結ばれたヴァレリーがサラディンの義弟となることが暗示される。
漫画版では理不尽な我が侭さは陰を潜め、その鬼神の如き強さもあまり描かれず、全体的にヒロインらしいキャラクターになっている。
ラスカリス
声 - 三木眞一郎
ヴァレリーの副官にして親友。当初はキプロス島で軟禁されていたヴァレリーの監視役であり、見るからに愚かしいヴァレリーを蔑んでいた。後にヴァレリーがイスラムに身を投じると、その真の姿に気づき、後を追う。以後、ヴァレリーの戦術・奇策を堅実に実行に移す生真面目な有能さで彼を支えた。途中で非業の死に倒れることとなり、その死がヴァレリーたちに大きな影を落とす。22歳没。死後もヴァレリーの夢や幻聴として登場する。作中の文章によると、夢や幻とは言え、ヴァレリーの頭の中で作り出された妄想などではなく、実際のラスカリス本人であると言う。
ルイセ
声 - 三石琴乃
通称「神足のルイセ」。馬以上の速度で駆けることができるという（後ろ向きに歩いても速度が変わらない）特殊な能力を持った少女。西欧人ながらイスラムに与し、兄ギュネメーとともにヴァレリーを助けた。その特性を生かして伝令や偵察に活躍する。ラスカリスに淡い想いを秘めていたが、彼の死後、その想いは行き場を失い、やがて悲劇的な結末を迎えることになる。
アル＝カーミル
17歳。元はヴァレリーの命を狙う暗殺教団のアサシンであり、ヴァレリーの実の息子だと偽って彼の家に潜入するが、ヴァレリーやシャラザードらのむき出しの人間性が彼の心に振幅をもたらす。以後、ヴァレリー集団の影として、彼らを守る寡黙な戦士として自らを任じた。物語中盤にリチャード暗殺に失敗して以降は自ら危険を冒すことも無くなり、ヴァレリーやシャラザードを見守る立場となった。その後も、実際にヴァレリーの息子とされてしまい、ヴァレリーの後継となることが暗示される。史実におけるアル・アーディルの息子、アル・カーミル（アラビア語で「完全」の意味を持つ）にちなむ。
シャラザード
ヴァレリーの養女であり、エルシードの母代わりも務める。実はサラディンの実子で、本名は「ムーニサ・ハートゥーン」。ヴァレリーにイスラムの文化を学ばせることと監視のためのお目付け役として送り込まれている。初登場時は16歳と自称していたが、実際は12歳。慈愛に満ちた女性だが、他者への強い庇護欲と残虐性を持ち、それを他者の不幸を喜ぶ歪んだ欲望と認識して懊悩することもある。敵味方を隔てることなく、傷病兵の看護に献じて、西欧側には「聖母マリア」の再来とも称される。物語後半では内に秘めた歪んだ愛憎に感化されて誤った行動に出ることや、エルシードを愛おしむあまり正常な判断や思考が出来なくなってしまうことが散見された。
サラディン
声 - 中田浩二
サラーフ・アッディーン略してサラディンは、アイユーブ朝の創始者であり、史実においても寛仁の君主として西洋にもその名を広く知られている。作中では「聖将」とも呼ばれ、現実を見据えつつ理想を見失わない、そしてそれがゆえの悲哀を知り尽くした深みのある父的存在として描かれている。西洋人であるヴァレリーにも偏見を全く持たず、敵であるキリスト教徒にも公正に対応した。劇中では何度か死の淵に立たされ、当初の予定では物語中盤に本当に没するはずだったが、諸葛亮没後の『三国志』のような展開になることを避けるために最後まで存命だった。
リチャード
声 - 秋間登
イングランド王リチャード1世で、別名「獅子心王」。第三回十字軍の中核を成す英雄王で、ヴァレリーの大才に惹かれつつも、それがゆえに闘いを求め、ヴァレリーの前に終始、立ちはだかった最大の敵である。剛直で、襟度の広い男として描かれ、例えば、ロビン・ロクスリー（ロビン・フッド）の悪びれない態度にも、鷹揚な姿勢を示した。山根和俊の漫画版では、ヴァレリーの実の父親であることを匂わせる伏線が張られている。
ロビン・ロクスリー（ロビン・フッド）
シャーウッドの森のかの高名な義賊。独立国家樹立の夢を求めて、それを実現する友となるべき強者を捜している。飄々とした悪びれない男で、ヴァレリーを仲間に引き入れようと、時に敵として、時に友人として姿をあらわす。大弓の名手。無法者だが、知性と教養がその野性野生の中に混在する。
サー・ウィルフレッド・アイヴァンホー
声 - 太田真一郎
「氷炎の貴公子」と称されるリチャード麾下の武将。その用兵は堅固で、ヴァレリーを上回る潜在能力とも描かれるが、一方で、純真朴訥で不器用な若者でもある。彼は『黒騎士』として映画化もされたウォルター・スコットの歴史小説『アイヴァンホー』から題材が取られている。後にイスラムに亡命し、ヴァレリーに次ぐ副主人公格となっていく。彼を主人公にする外伝では、親友ロビン・ロクスリーとの出会いが描かれている。
アラン・ア・デイル
ロビン・ロクスリーの仲間の美女。しかし実際は男性である。女装をしている訳はなく、そのような容姿、声の持ち主。嘗てはアル・カーミル同様、暗殺教団のアサシンであり、その女性らしい身体は教団の改造を受けたことに因る。ロビンの依頼（実際はエルシードを仲間に引き込むための策略）でエルシード暗殺に向かうが失敗し、敗北。以後はエルシードの配下となり、ルイセに代わって間諜として活躍する。エレンと言う美人の妻がいるらしい。
アリエノール（ジョアンナ・プランタジネット）
リチャードの妹であり、世界の花と称えられた母（アリエノール・ダキテーヌ）の名で呼ばれる。策謀の才に長けた恐るべき女性であるが、ヴァレリーに強く惹かれ、ヤーファ（ヤッファないしはヤッフォ、現在のテルアビブ近郊）の共同統治を口実に求婚する。政略結婚は実現するが、彼女のヴァレリーへの想いはついに叶うことはなかった。
モンテフェラード侯コンラード
実在のイタリア貴族モンフェラート侯爵。ビザンツ帝国やエルサレム王国に地位を持ち、十字軍に参加した諸侯の中で唯一リチャード相手に対等に渡り合える知勇兼備の将。パレスチナ地方に関して独自の構想を抱き、直情径行のリチャードとも対立する。
ヴァレリーがビザンツ皇帝の血を引いていることを知っている数少ない人物で、ヴァレリーにとっては兄とも恃む人であり、実際お互いに兄弟として接している（集英社文庫版では、ヴァレリーがマヌエル1世の庶子であることが明記されている）。
アル・アフダル
サラディンの長子。史実のアル・アフダルと同一。自らの責務を果たそうとせず、エジプトのハーレムで酒色に耽るような人物。しかし決して無能な男ではなく、独自の価値観に従って生きているため、周囲の理解は得られず忌み嫌われ、本人も人間嫌いであるがヴァレリーには心を開く。偽悪者である。
当初の予定では史実に基づき、サラディンの死後にヴァレリーと王位を巡って争う筈だったが、前述の理由でサラディンが死ななかったことや、彼の性格上その方向に進めることは難しかったため、実現はしなかった。
レワニカ
声 - 江川央生
サラディン靡下の将軍。
テムジン
ヴァレリーに拾われた旅人だが、後にリチャードの参謀を務めることになる東洋人。その正体はいわずと知れたチンギス・ハーンの若き日の姿である。「蒼き狼」（ジェイド・ウルフ）と称され、強烈な征服欲でヴァレリーらに対峙する。
集英社文庫版では登場せず、代わって彼に相当する人物としてキヤトという東洋人が登場する。これはテムジンの影とでもいうべき存在で、テムジンに代わってやがて征服すべき世界を探っている。なお、その正体に関しては源義経を暗喩する描写が散見される（テムジンも「義経」と名乗ったことがある）。
ベレンガリア
ナヴァール王国（スペインの一部）の王女であり、リチャードの妻となる。実在したベレンガリア・オブ・ナヴァールのことであるが、深い戦略眼を備える人物として描かれ、女としてではなく助言者として獅子心王を扶翼する。集英社文庫版における改稿で追加された登場人物。
タキ＝アッディーン・ウマル
サラディンの甥で、エルシードの師にして婚約者。ジャンプ ジェイ ブックス版では故人として回想の中とアル・カーミルが見せた幻として登場するのみだが、集英社文庫版ではサラディン陣営の武将として登場する。エルシード、ヴァレリー両名のよき理解者。
ジャラール
ヴァレリーを慕う小姓の少年。ホラズムの王子で、後のジャラールッディーン。
フィリップ
声 - 速水奨
フランス王フィリップ2世。「尊厳王（オーギュスト）」の異名を持つ。策略に長けた謀将で、誇り高い武人であるリチャードとは対極に立つ人物。十字軍に参加はするものの、ヨーロッパでの勢力拡大のため早々に帰国し、物語序盤で姿を消す。
エルサレム総主教
声 - 緒方賢一
イスラム軍へのエルサレム開城に際して、市民を見捨てる。

## 既刊一覧

### 小説

#### ジャンプ ジェイ ブックス
- 定金伸治（著）・山根和俊→芝美奈子（イラスト）、集英社〈ジャンプ ジェイ ブックス〉、全12巻
  1. 『ジハードI』1993年3月発行、ISBN 4-08-703003-2
  2. 『ジハードII』1993年11月発行、ISBN 4-08-703016-4
  3. 『ジハードIII』1994年12月発行、ISBN 4-08-703030-X
  4. 『ジハードIV』1995年12月発行、ISBN 4-08-703043-1
  5. 『ジハードV』1997年7月発行、ISBN 4-08-703061-X
  6. 『ジハードVI』1998年10月発行、ISBN 4-08-703072-5
  7. 『ジハード 外伝』1998年10月発行、ISBN 4-08-703073-3
  8. 『ジハードVII』1999年11月発行、ISBN 4-08-703089-X
  9. 『ジハードVIII』2000年7月発行、ISBN 4-08-703097-0
  10. 『ジハードIX』2001年5月発行、ISBN 4-08-703104-7
  11. 『ジハードX』2002年8月発行、ISBN 4-08-703117-9
  12. 『ジハードXI eternal』2002年8月発行、ISBN 4-08-703118-7

#### 集英社文庫
- 定金伸治 『ジハード』 集英社〈集英社文庫〉、全6巻
  1. 「猛き十字のアッカ」2003年9月発行、ISBN 4-08-747615-4
  2. 「こぼれゆく者のヤーファ」2003年10月発行、ISBN 4-08-747627-8
  3. 「氷雪燃え立つアスカロン」2003年11月発行、ISBN 4-08-747639-1
  4. 「神なき瞳に宿る焔」2003年12月発行、ISBN 4-08-747646-4
  5. 「集結の聖都」2004年1月発行、ISBN 4-08-747660-X
  6. 「主よ一握りの憐れみを」2004年2月発行、ISBN 4-08-747667-7

#### 星海社文庫
- 定金伸治（著）・えいひ（イラスト） 『ジハード』 星海社〈星海社文庫〉、全6巻
  1. 「猛き十字のアッカ」2014年1月発行、ISBN 978-4-06-138963-2
  2. 「こぼれゆく者のヤーファ」2014年3月発行、ISBN 978-4-06-138965-6
  3. 「氷雪燃え立つアスカロン」2014年5月発行、ISBN 978-4-06-138969-4
  4. 「神なき瞳に宿る焔」2014年7月発行、ISBN 978-4-06-138971-7
  5. 「集結の聖都」2014年9月発行、ISBN 978-4-06-138975-5
  6. 「主よ一握りの憐れみを」2014年11月発行、ISBN 978-4-06-138977-9

### 漫画
- 定金伸治（原作）・山根和俊（作画） 『ジハード』 集英社〈ジャンプ コミックス〉、1993年5月発行、ISBN 4-08-871665-5

## 関連商品
- 「集英社CDブック ジハード」1994年3月、ISBN 4-08-901095-0

## 派生作品
山根が作画を担当した『クルセイド〜風のヴァレリー〜』（ジャンプ・コミックスで1996年に第1巻刊行）は、ビザンツ帝国や十字軍艦隊の侵略を受ける、キリスト教化せずギリシア神話の神々を信じる地中海の島国ミノア（地図上の位置は太古にミノア文明が栄えたクレタ島に該当）の王女エルシードを、ヴァレリーやラスカリス、ギュネメー率いるガルーダ傭兵団が助けて戦う物語である。